# Jennifer Landon
Jennifer Rachel Landon (Malibu, 29 augustus 1983) is een Amerikaans actrice. Ze won twee Emmy-prijzen. Ze is, na Sarah Brown en Jennifer Finigan, de derde actrice die deze prijs twee jaar na elkaar heeft gewonnen in de categorie Outstanding Younger Actress in a Drama Series. Jennifer Finigan won drie jaar op een rij.
Landon is de dochter van de acteur Michael Landon en zijn derde echtgenote, Cindy Clerico. Ze is tevens de halfzus van scenarioschrijver Christopher Landon (Disturbia) en regisseur Michael Landon Jr.

## Carrière
Jennifer Landon kreeg haar eerste acteerrol van haar vader, acteur Michael Landon, toen hij haar castte voor de rol van een klein meisje in een van de laatste afleveringen van zijn televisieserie Highway to Heaven. Ze was toen vijf jaar oud. Jennifer zou nog eenmaal werken met haar vader voor hij overleed aan kanker. Hij castte haar voor de rol van Jennifer Kramer in de pilot van zijn televisieserie "US".
Landon haalde haar diploma van Brentwood School voor ze naar New York verhuisde om naar de New York-universiteit te gaan waar ze in diverse theaterproducties verscheen. In 2004 had Jennifer een rol in de film L.A. DJ. Begin 2005 werd Landon gecast voor de rol van Gwen Norbeck voor een aflevering van de soapserie As the World Turns, maar de producers vonden haar performance zo indrukwekkend dat ze besloten om het karakter toe te voegen aan de cast en boden haar een driejarig contract aan. Haar karakter Gwen Norbeck werd in de serie geschreven als de halfzus van een reeds bestaand karakter, Carly Tenney (gespeeld door Maura West).
Landon is eveneens een muzikaal artiest. Sinds haar karakter Gwen Norbeck werd geïntroduceerd bij As the World Turns als muzikant en leadzangeres in een all-girl rockband, heeft Jennifer in de show een aantal keren gezongen. Aan het eind van 2006, toen de verhaallijn van haar karakter zich focuste op het behalen van een carrière in de muziek, werden er twee singles opgenomen, "Slide" and "I Saw Love", beide werden geschreven door een singer/songwriter uit New York, NY. Beide singles werden uitgebracht onder Jennifer Landons naam.
In april 2007 kreeg Landon een dubbelrol bij As the World Turns. Ze bleef Gwen Norbeck Munson spelen en daarnaast  de rol van Cleo Babbitt, een Gwen look-a-like met donkerbruin haar en een ongelijk gebit, totdat Cleo op 10 juli van datzelfde jaar uit de serie werd geschreven.
In 2008 verliet ze de show, maar kreeg al snel een rol bij Days of Our Lives.
Jennifer is een sportfanaat. Ze speelt basketbal, volleybal, voetbal en tijdens haar tweejarig verblijf in Frankrijk heeft ze ook aan speerwerpen gedaan.
Daarnaast speelt Landon gitaar, saxofoon en trompet.

## Prijzen
- 2008 - Daytime Emmy Award for Outstanding Younger Actress in a Drama Series.
- 2007 - Daytime Emmy Award for Outstanding Younger Actress in a Drama Series.
- 2006 - Daytime Emmy Award for Outstanding Younger Actress in a Drama Series.